# 深川忠義
深川 忠義（ふかがわ ただよし、1939年（昭和14年）6月12日 - ）は、日本の政治家。元茨城県旧那珂湊市長。

## 来歴
茨城県出身。茨城県立那珂湊水産高等学校（現・茨城県立海洋高等学校）中退。参議院議員郡祐一の秘書となる。1967年、那珂湊市議会議員に当選。2期務め、1983年、那珂湊市長に当選する。市長を2期務め、1994年にひたちなかケーブルテレビ社長に就任。1999年に同社を茨城ケーブルテレビに社名変更する。翌2000年に日本通信放送に社名変更。2002年の茨城県議会議員選挙に立候補したが落選した。